# گو لینیائو
گو لینیائو (انگلیسی: Guo Linyao؛ زادهٔ ۱۰ مارس ۱۹۷۲) ژیمناست هنری اهل چین بود.